# Tatort: Gott ist auch nur ein Mensch
Gott ist auch nur ein Mensch ist ein Fernsehfilm von Lars Jessen aus der Krimireihe Tatort. Der vom WDR produzierte Beitrag wurde am 19. November 2017 im Ersten ausgestrahlt. In dieser 1036. Tatort-Folge ermittelt das Team Thiel und Boerne in Münster in seinem 32. Fall.

## Handlung
Kurz vor der Eröffnung einer internationalen Kunstausstellung in Münster entpuppt sich eine vermeintliche Clownsskulptur des Aktionskünstlers G.O.D. vor dem Rathaus als Leiche. Bei dem Toten handelt es sich um einen ehemaligen Stadtrat, dem Unzucht mit Minderjährigen vorgeworfen worden war, der aber vor Gericht freigesprochen wurde. Bei der Obduktion findet der Rechtsmediziner Boerne eine SD-Karte, die Beweismaterial für die Schuld des Toten enthält. Daher geraten zunächst die Eltern der missbrauchten Kinder ins Visier der Ermittler Thiel und Krusenstern. Auf der Suche nach dem Mörder finden die Ermittler aber schon bald eine weitere kunstvoll präparierte Leiche. Offensichtlich ist ein kunstaffiner Serienmörder am Werk. Nun sind vor allem die Aktionskünstler, die in einem Münsteraner Hotel residieren, unter Verdacht. Für den kulturbegeisterten Boerne ist dies die Chance, sein großes Idol G.O.D. ganz privat kennenzulernen. Boerne ist von dem extrovertierten Aktionskünstler fasziniert und lässt sich von ihm sogar als „Meisterschüler“ unterrichten. Bei der Überprüfung der Alibis der Verdächtigen kommt Thiel an seine Grenzen, was die Abgedrehtheit der Künstler betrifft. Das Hotel, in dem sie untergebracht sind, wird von den Geschwistern Klara und Roland Wenger geleitet, die das Münsteraner Kunstevent mit ausrichten. Klara kennt Thiel von früher und hofft, dass dieser Umstand die Freigabe der Tatorte und somit die Eröffnung der Ausstellung beschleunigt.
Boerne versucht Zusammenhänge zwischen den Opfern zu finden. So ist an beiden zum Kunstgegenstand „umgebauten“ Objekten eine Kette mit einem Buchstaben gefunden worden. Diese Buchstaben, bestehend aus „S“ und „W“, führen aber auch nicht weiter. Das zweite Opfer war im Gegensatz zum ersten ein verurteilter Straftäter. Beide sind erschossen worden, und die dargestellten „Kunstwerke“ standen in krassem Gegensatz zur Lebensweise der Opfer. Obwohl Boerne G.O.D. als Täter ausschließt, hält Thiel ihn für den Hauptverdächtigen. Doch hat er keine Handhabe, ihn in Untersuchungshaft zu nehmen. Nach Boernes Analyse müsste ihr Täter jemand sein, der eine schwierige Kindheit hatte und ein geringes Selbstwertgefühl besitzt, und das trifft auf G.O.D. seiner Kenntnis nach nicht zu.
So dauert es nicht lange und es wird eine neue Skulptur entdeckt. Diesmal hat es der Mörder aber nicht mehr geschafft, sein neuestes Werk medienwirksam aufzustellen, weil Thiel ihm direkt auf den Fersen war. Dennoch entkommt er unerkannt. Sein Opfer war diesmal ein Biobauer, der der Steuerhinterziehung bezichtigt wurde. Boerne findet auch einen neuen Buchstaben: ein „N“, aber keinen Hinweis auf G.O.D. als Täter. Nach Krusensterns Recherche könnten die Buchstaben die Himmelsrichtungen benennen, sodass damit zu rechnen ist, dass es noch ein Opfer geben wird. Als Zielort vermutet Thiel das Eröffnungsgebäude der Ausstellung. Während Thiel den Eingangsbereich dort absichert, will sich Boerne im Keller des Hotels umsehen, da er hier den Ort vermutet, wo die Leichen zu Kunstwerken verarbeitet wurden. Dabei gerät er in Lebensgefahr, denn der Täter hat G.O.D., der wegen eines Hirntumors nicht mehr lange zu leben hat, auf die Idee gebracht, der Nachwelt ein geniales Kunstwerk zu hinterlassen, für das auch er Menschen „verarbeiten“ will. Dazu hat G.O.D. neben Boerne auch Roland Wenger in seine Gewalt gebracht, von dem er herausgefunden hat, dass er der gesuchte Mörder ist. Inzwischen hat auch Thiel die Spur zu Wenger gefunden, den er zusammen mit Boerne aus G.O.D.s Gefangenschaft befreit. Wenger hatte ein Leben lang unter seinem gewalttätigen Vater gelitten. Nachdem dieser vor einigen Monaten gestorben war, reiften in Wenger seine „künstlerischen“ Pläne. Als viertes „Opfer“ diente ihm die Asche seines Vaters, die er in eine selbstentworfene Hau-den-Lukas-Figur eingebaut hatte.

## Hintergrund

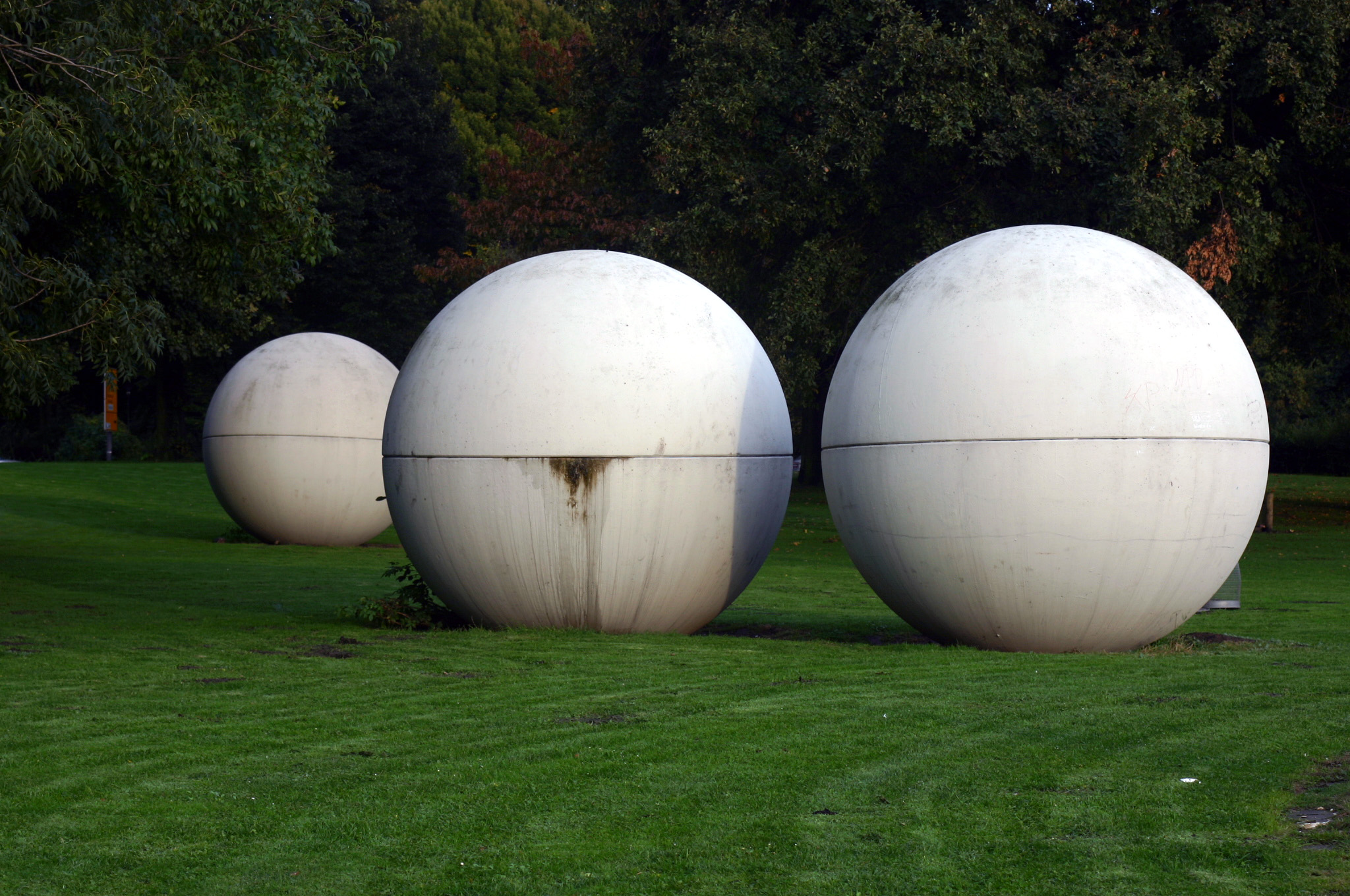
Handlungsort im Film: Die Giant Pool Balls von Claes Oldenburg am Aasee (Foto: 2005)

Der Film wurde vom 8. Juni 2017 bis zum 12. Juli 2017 in Münster, Köln und Umgebung gedreht. Teile der Dreharbeiten fanden am Rande der Kunstausstellung Skulptur.Projekte 2017 (10. Juni bis 1. Oktober 2017) in Münster statt. Er ist eine Produktion der Molina Film im Auftrag des Westdeutschen Rundfunks Köln.

## Rezeption

### Einschaltquote
Die Erstausstrahlung von Gott ist auch nur ein Mensch am 19. November 2017 wurde in Deutschland von 12,89 Millionen Zuschauern gesehen und erreichte einen Marktanteil von 34,0 % für Das Erste.

### Kritiken
Christian Buß von Spiegel Online wertete: „Was sollen wir sagen? Wir kapitulieren vor dieser Pappmaché- und Sperrholzversion eines Kunstthrillers, der ein bisschen so wirkt, als hätten sie im ARD-Vorabendprogramm versucht, ein Filmgemälde von Peter Greenaway nachzudrehen, in dem jede Szene ein Verweis auf ein großes Kunstwerk ist.“
In der Süddeutschen Zeitung schrieb Katharina Riehl: „Thiel und Boerne, daran ändert auch ein Kunstkonzept nichts, haben in den vergangenen 15 Jahren jeden denkbaren Witz gemacht, doch dem Zuspruch der Zuschauer hat das seltsamerweise nicht geschadet, im Gegenteil. Die mehr oder weniger humoristischen Beiträge von Frank Thiel und Prof. Dr. Dr. Karl-Friedrich Boerne brechen experimentfrei und zuverlässig alle Quotenrekorde. Es ist deshalb sicher sehr im Sinne der ARD-Verantwortlichen, dass der Gag mit dem Koffer erst zu einem Zeitpunkt zu sehen ist, an dem niemand mehr umschalten kann.“
Tilmann P. Gangloff meinte bei tittelbach.tv: „Schon der Titel ist brillant, aber auch sonst erfüllt dieser ‚Tatort‘ aus Münster endlich mal wieder die hohen Erwartungen: Die Geschichte ist originell und geistreich, die Dialoge sind nicht wie viele andere Bücher für das Duo Thiel & Boerne auf Kalauer gebürstet. Anders als in seiner letzten Münster-Episode hat Regisseur Lars Jessen Krimi und Komödie deutlich besser austariert. Auf die sonst gern üblichen Slapstickelemente hat er völlig verzichtet, die obligaten Bosheiten Boernes sind auf beiläufige Bonmots reduziert. Es gibt einige amüsante Seitenhiebe auf den eitlen Kunstbetrieb, aber die Geschichte steht stets im Vordergrund.“
Julian Miller bei Quotenmeter.de schrieb: „Man kann dem Münsteraner ‚Tatort‘ zugutehalten, dass er weiß, was er ist: dass er sich klar als komödiantisches Format versteht und eine gewisse Lachhaftigkeit der Charaktere Programm ist. Eine ernsthafte Begegnung mit dem Thema Kunst ist also gar nicht gewollt.“